# Cyclopteropsis inarmatus
Cyclopteropsis inarmatus är en fiskart som beskrevs av Mednikov och Prokhorov, 1956. Cyclopteropsis inarmatus ingår i släktet Cyclopteropsis och familjen sjuryggsfiskar. Inga underarter finns listade i Catalogue of Life.